# 청자 상감‘신축’명 국화모란문 벼루
청자 상감‘신축’명 국화모란문 벼루(靑磁 象嵌‘辛丑’銘 菊花牡丹文 硯)는 상감 기법으로 ‘신축’이라는 글자와 국화·모란 무늬를 새겨 넣은, 고려청자 벼루이다. 서울특별시 용산구 삼성미술관 리움에 있으며, 2003년 12월 30일 대한민국의 보물 제1382호로 지정되었다.

## 개요
청자벼루는 현존하는 예가 매우 드문데, 이 작품은 정교한 상감문양에 제작시기를 추정할 수 있는 간지와 제작자·사용자에 관한 내용이 새겨져 있어 특히 귀중한 자료이다.
긴 네모꼴 형태의 벼루 양 측면에는 흑백상감으로 모란당초문을 단정하게 새겨 넣고, 앞·뒷면에는 국화당초와 구름 문양을 상감하였으며 윗면 가장자리에는 음각의 뇌문대를, 안바닥에는 국화절지문을 가늘게 새겼다. 밝은 녹청색을 띠는 유색은 맑고 투명하며 흑백상감 부분의 유약층도 다른 부분과 특별한 변화는 없다. 접지면은 유를 대충 긁어낸 후 사질 내화토를 열한 군데 받쳤다.
안바닥 넓은 면 오른편으로 ‘신축오월십일조(辛丑五月十日造) 위대구전호정서감부(爲大口前戶正徐敢夫)’라 새겨 넣고, 왼편에는 ‘청사연대쌍황하사(淸沙硯壹雙黃河寺)’라는 명문을 백상감하였다. 여기서 신축년(辛丑年)은 1121년, 1181년, 1241년에 해당되는데, 유약의 상태와 상감문양 등으로 볼 때 1181년일 가능성이 가장 높다.
상감청자벼루의 희소성이나 정교한 문양과 유태의 아름다움, 특히 제작시기와 제작자, 사용자에 관한 정보가 새겨져 있는 특별한 예이다. 

## 같이 보기
- 고려청자
- 신축

## 참고 자료
- 청자 상감‘신축’명 국화모란문 벼루 - 국가유산청 국가유산포털